# HAŠK Zagreb
El HAŠK (nombre completo en croata: Hrvatski akademski športski klub; en castellano: «Club Deportivo Académico Croata») fue un club de fútbol croata de Zagreb fundado en 1903. El equipo fue uno de los más poderosos de la capital croata y del Reino de Yugoslavia durante el periodo de entreguerras. El equipo fue campeón de liga de Yugoslavia en 1938, pero desapareció en 1945 con la llegada del gobierno comunista yugoslavo a la vez que sus grandes rivales vecinos del Građanski y Concordia Zagreb.
Tras la desaparición del HAŠK hubo varios clubes que nacieron autoproclamándose sucesores del original. El GNK Dinamo Zagreb tomó el estadio del HAŠK y algunos de sus jugadores en 1945, mientras que el NK HAŠK continuó con la sección de fútbol del club y el HAŠK Mladost con las demás secciones deportivas del HAŠK.

## Palmarés
- Primera Liga de Yugoslavia: 1

1937–38
- Copa del Rey Aleksander: 1

1923

## Entrenadores
- František Koželuh
- Zoltán Opata (1937–1938)

## Presidentes
- Vjekoslav Župančić (1943–1945)